# Tervola gamla kyrka
Tervola gamla kyrka är en av tre kyrkor i Tervola församling. Den byggdes mellan 1687 och 1689 och är en av de bäst bevarade 1600-talskyrkorna i Finland. Den är en så kallad blockpelarkyrka. Den gamla kyrkan togs ur bruk efter att den stora kyrkan i Tervola stod färdig 1865. Kyrkan restaurerades och återinvigdes 1950. Idag är den gamla kyrkan församlingens huvudkyrka från juni till augusti. Den används även vid jul och under stilla veckan. Kyrkan har plats för cirka 200 personer.
Kyrkans predikstol gjordes av Johan Skogh från Torneå 1733 och målades av Nils Olofsson Ahlboom också från Torneå 1735. Den tvådelade altartavlan målades av uleåborgskonstnären Johan Gustav Hedman 1832. Hedman har kallats de lapplnädska altartavlornas fader. Tavlor finns även på båda sidor om korväggens fönster, till vänster står Jesus i Getsemane (300x180 cm oljemålning på duk) och till höger finns tavlan Jesus på korset